# Collegio uninominale Molise - 01 (Camera dei deputati 2020)
Il collegio elettorale uninominale Molise - 01 è un collegio elettorale uninominale della Repubblica Italiana per l'elezione della Camera dei deputati.

## Territorio
Come previsto dalla legge n. 51 del 27 maggio 2019, il collegio è stato definito tramite decreto legislativo all'interno della circoscrizione Molise.
È formato dal territorio dell'intera regione Molise (136 comuni).
Il collegio coincide con il collegio plurinominale Molise - 01.

## Eletti
| Elezione | Elezione | Deputato     | Partito          |
| -------- | -------- | ------------ | ---------------- |
|          | 2022     | Lorenzo Cesa | Unione di Centro |

## Dati elettorali

### XIX legislatura
Come previsto dalla legge elettorale, 147 deputati sono eletti con sistema a maggioranza relativa in altrettanti collegi uninominali a turno unico.
| Candidati                                 | Candidati              | Voti    | %     | Liste                          | Voti    | %     |
| ----------------------------------------- | ---------------------- | ------- | ----- | ------------------------------ | ------- | ----- |
|                                           | Lorenzo Cesa ✔️ Eletto | 55 467  | 42,90 | Fratelli d'Italia              | 27 818  | 21,52 |
| Forza Italia                              | Lorenzo Cesa ✔️ Eletto | 55 467  | 42,90 | 14 777                         | 11,43   |       |
| Lega per Salvini Premier                  | Lorenzo Cesa ✔️ Eletto | 55 467  | 42,90 | 10 792                         | 8,35    |       |
| Noi moderati/Lupi - Toti - Brugnaro - UDC | Lorenzo Cesa ✔️ Eletto | 55 467  | 42,90 | 2 080                          | 1,61    |       |
|                                           | Riccardo Di Palma      | 31 265  | 24,18 | Movimento 5 Stelle             | 31 265  | 24,18 |
|                                           | Alessandra Salvatore   | 30 190  | 23,35 | Partito Democratico-IDP        | 23 447  | 18,13 |
| Alleanza Verdi e Sinistra                 | Alessandra Salvatore   | 30 190  | 23,35 | 3 777                          | 2,92    |       |
| +Europa                                   | Alessandra Salvatore   | 30 190  | 23,35 | 2 059                          | 1,59    |       |
| Impegno Civico - Centro Democratico       | Alessandra Salvatore   | 30 190  | 23,35 | 907                            | 0,70    |       |
|                                           | Donato D'Ambrosio      | 6 247   | 4,83  | Azione - Italia Viva - Calenda | 6 247   | 4,83  |
|                                           | Hikmet Aslan           | 2 483   | 1,92  | Unione Popolare                | 2 483   | 1,92  |
|                                           | Giovanni Moriello      | 2 127   | 1,65  | Italia Sovrana e Popolare      | 2 127   | 1,65  |
|                                           | William Ciarallo       | 1 516   | 1,17  | Noi di Centro – Europeisti     | 1 516   | 1,17  |
| Totale                                    | Totale                 | 129 295 | 100   |                                | 129 295 | 100   |
|                                           |                        |         |       |                                |         |       |
| Schede bianche                            | Schede bianche         | 3 410   | 2,47  |                                |         |       |
| Schede nulle                              | Schede nulle           | 5 382   | 3,90  |                                |         |       |
| Votanti                                   | Votanti                | 138 087 | 56,62 |                                |         |       |
| Elettori                                  | Elettori               | 243 884 |       |                                |         |       |